# Neuroferritinopathie

La neuroferritinopathie se manifeste chez un adulte jeune par une chorée d'apparition progressive ou une dystonie avec des troubles légers cognitifs.
Les mouvements anormaux atteints les membres au bout de 5 à 10 ans et deviennent généralisés en 20 ans. Ces mouvements sont souvent plus marqués sur un côté. La dystonie est surtout marqué au visage aboutissant à des troubles de l'élocution majeurs. Un syndrome frontal est habituel. Le comportement et les troubles de l'alimentation sont des préoccupations majeures avec le temps.
L'imagerie à résonance magnétique montre des signes d'accumulation de fer et des kystes cérébraux.

## Sources
- (en) Patrick F Chinnery, Neuroferritinopathy In GeneTests: Medical Genetics Information Resource (database online). Copyright, University of Washington, Seattle. 1993-2005